# Devsar
Devsar é uma vila no distrito de Navsari, no estado indiano de Gujarat.

## Demografia
Segundo o censo de 2001, Devsar tinha uma população de 8869 habitantes. Os indivíduos do sexo masculino constituem 51% da população e os do sexo feminino 49%. Devsar tem uma taxa de literacia de 80%, superior à média nacional de 59,5%: a literacia no sexo masculino é de 84% e no sexo feminino é de 75%. Em Devsar, 11% da população está abaixo dos 6 anos de idade.